# Harald II av Danmark
Harald II av Danmark, född cirka 996/97, död c. 1018, var kung av Danmark från 1014 till sin död 1018. Han var yngste son till Sven Tveskägg och Gunhild. 
Harald utsågs till regent i England i samband med att fadern avseglade till England 1013. När fadern avled valdes Harald till kung av Danmark. Under tiden hade brodern Knut utropats till kung av vikingahären i England. Harald avfärdade en delning av Danmark, men de båda bröderna lyckades träffa en uppgörelse om att Harald skulle få Danmark mot att han hjälpte Knut med att utrusta en flotta stark nog att underlägga sig England. Harald dog barnlös och brodern efterträdde honom också i Danmark.